# Bashir Qamari
Bashir Qamari (en arabe : بشير القمري), né le 10 janvier 1951 à Nador et mort le 24 juin 2021 à Rabat, est un critique littéraire, romancier et dramaturge marocain.

## Biographie
Bashir Qamari nait le 10 janvier 1951 à Nador. Il étudie la littérature arabe à l'Université Mohammed-V de Rabat  et obtient sa maitrise en 1975 et son doctorat en 1987. Il est professeur à la faculté de littérature de Kénitra et enseigne la littérature contemporaine à l'Université Mohammed V de Rabat.
Il commence à travailler pour Al Alam en 1972, puis rejoint l'Union des écrivains du Maroc en 1976, où il devient membre du bureau central de 1996 à 2004.
Il meurt à Rabat, le 24 juin 2021, des suites d'un accident vasculaire cérébral,.

## Œuvres
- (ar) al-Muh:ârib wa bi-l-aslih:a. [« le combattant et ses armes »], Kénitra, al-Bűkîlî li-l-Nashr, 1995
- (ar) al-Tinnîn [« le dragon »], Rabat, Űbtîmâ, 1998
- (ar) Fî al-infitâh al-nas:s : wa-l-qirâ [« critique littéraire »], Rabat, Qâfila al-Kitâb, 2002.
- (ar) Fî al-tah:lîl al-darâmâturdjî lil-nas:s [« analyse et dramaturgie de textes »], Tanger, Manshűrât Shirâ`, 1999.
- (ar) H:afriyât al-mudun [« sur les fouilles »], Kénitra, al-Bűkîlî li-l-Nashr, 1996.
- (ar) H:arb al-basűs [« la guerre des chameaux »]
- (ar) « Huwiyya al-naqd al-adabî bi-l-Magrib », dans Madini, Ahmad Hadjmuri Abd al-Fattah (éd.), Al-Adab al-magribi al-h:adîth `alâmât wa qas:âs:id. [« sur la critique littéraire au Maroc »], Rabat, Manshűrât Râbit:a Udabâ` al-Magrib, 2006, p. 65-98.
- (ar) Iklîdin : tarâdjîdiâ malh:amiyya. [« Ekledin : une épopée tragique »], Kénitra, Al-Bűkîlî lil-T:ibâ`a wa-l-Nashr wa-l-Tawzî, 2002
- (ar) Madjâzât dirâsât fî al-ibdâ`al-`arabî al-mu`âs.ir. [« sur la littérature arabe contemporaine »], Beyrouth, Dâr al-Âdâb, 2000.
- (ar) Radj`a Laylâ al-`Amariyya. [« Le retour de Layla al-Amariyya (pièce de théâtre) »], Rabat, Qâfila al-Kitâb, 1999.
- (ar) Shi'riyya al-nas:s : al-riwâ´î. [« critique littéraire concernant la poésie »], Rabat, Al-Bayâdir, 1991.
- (ar) Sirr al-bahlawân. [« le secret de la campagne »], Kénitra, al-Bűkîlî li-l-Nashr, 1997.
- (ar) T:arâ'iq tah:lîl al-sard al-adabî. [« analyse du récit littéraire »], Rabat, Manshűrât Ittih:âd al-Kuttab al-Magrib, 1992.